# 旭村 (新潟県南魚沼郡)
旭村（あさひむら）は、かつて新潟県南魚沼郡にあった村。

## 沿革
- 1889年（明治22年）4月1日 - 町村制施行に伴い南魚沼郡三郎丸村、早川村、枝吉村が合併し、旭村が発足。
- 1906年（明治39年）4月1日 - 南魚沼郡南旭村、長崎村、三和村（一部）と合併して、上田村となり消滅。